# Internationale Raad voor Wetenschappen
De  Internationale Raad voor Wetenschappen (Engels: International Council for Science (afkorting: ICSU, afkomstig van de oude naam: International Council of Scientific Unions), Frans: Conseil International pour la Science) was een internationale, niet-gouvernementele organisatie van wetenschappelijke verenigingen en wetenschappelijke academieën. De zetel van de organisatie bevond zich in Parijs.
Het ICSU werd gesticht in 1931 met het doel om de wetenschappers van de natuurwetenschappen samen te brengen in een internationale wetenschappelijke omgeving. In 2012 telde de organisatie 120 leden, met name multidisciplinaire nationale wetenschappelijke instituten, geassocieerden of waarnemers die samen 140 landen vertegenwoordigen. Verder telt zij 31 internationale wetenschappelijke verenigingen en 22 geaffilieerde wetenschappelijke verenigingen.
De Raad werkt ook samen met het wereldwijde klimaatobservatiesysteem GCOS.  
In 2018 ging de ICSU samen met de Internationale Raad voor Sociale Wetenschappen (ISSC) om de Internationale Wetenschapsraad (ISC) te vormen.

## Financiering
De voornaamste bron van inkomsten zijn de bijdragen die de raad ontvangt van zijn leden. Andere bronnen van inkomsten zijn kadercontracten van de UNESCO en andere organisaties binnen de Verenigde Naties, nationale fondsen en agentschappen en interdisciplinaire instituten.

## Internationale wetenschappelijke leden
- Internationale Astronomische Unie
- International Brain Research Organization
- International Geographical Union
- Internationale Wiskundige Unie
- International Union for Quaternary Research
- International Society for Photogrammetry and Remote Sensing
- International Sociological Association
- International Union of Anthropological and Ethnological Sciences
- International Union of Biochemistry and Molecular Biology
- International Union of Biological Sciences
- International Union of Crystallography
- International Union of Food Science and Technology
- International Union of Forest Research Organizations
- International Union of Geodesy and Geophysics
- International Union of Geological Sciences
- International Union of History and Philosophy of Science
- International Union of Materials Research Societies
- International Union of Microbiological Societies
- International Union of Nutritional Sciences
- International Union for Pure and Applied Biophysics
- International Union of Pure and Applied Chemistry
- International Union of Pure and Applied Physics
- International Union for Physical and Engineering Sciences in Medicine
- International Union of Basic and Clinical Pharmacology
- International Union of Physiological Sciences
- International Union of Psychological Science
- International Union of Soil Sciences
- International Union of Theoretical and Applied Mechanics
- International Union of Toxicology
- Union Radio Scientifique Internationale